# (33859) 2000 HX82
2000 HX82 (asteroide 33859) é um asteroide da cintura principal. Possui uma excentricidade de 0.18392910 e uma inclinação de 0.98007º.
Este asteroide foi descoberto no dia 29 de abril de 2000 por LINEAR em Socorro.